# Schloß Vogelöd
Schloß Vogelöd és una pel·lícula muda de misteri alemanya dirigida per Friedrich Wilhelm Murnau.

## Argument
Una companyia d'homes es reuneix per a una caça que dura alguns dies al castell de Vogelöd, acollit per Lord von Vogelschrey. A causa de la pluja passen el temps a dins. Apareix un convidat no convidat: el comte Johann Oetsch. Se sospita que va disparar al seu germà Peter fa uns anys. Aquest rumor es nodreix d'un jutge jubilat del Tribunal de Districte. També arriba la vídua de la víctima de l'assassinat, juntament amb el seu nou marit, el baró Safferstätt. S'anuncia un altre convidat: el pare Faramund, amic del marit difunt.
En els dies següents, el comte Oetsch i la baronessa s'acusen mútuament de l'assassinat. Els flashbacks mostren que el matrimoni de la baronessa no era harmònic. El seu primer marit es va obsessionar amb l'espiritisme. Ella desitjava que li passés alguna cosa dolenta, i el baró convidat Safferstätt li va disparar. Es va casar amb el baró, però es van sentir buits.
El pare Faramund es treu la barba falsa i la perruca i es revela com el comte Oetsch, que ara pot justificar la seva innocència. El baró Safferstätt es dispara a si mateix. El veritable Pare Faramund arriba al castell.

## Repartiment
Repartiment segons Filmportal.de.
- Arnold Korff com a Schlossherr von Vogelschrey
- Lulu Korff-Kyser com a Centa von Vogelschrey
- Lothar Mehnert com a Graf Johann Oetsch
- Paul Hartmann com a Graf Peter Paul Oetsch
- Paul Bildt com el baró Safferstätt
- Olga Tschechowa com a baró Safferstätt
- Hermann Vallentin com a Landgerichtsrat a. d.
- Julius Falkenstein com a Ängstlicher Herr
- Georg Zawatzky com a Küchenjunge
- Robert Leffler com a Majordomus
- Victor Blütner com a Pater Faramund
- Walter Kurt Kühle com a Diener
- Loni Nest com a jove donzella

## Producció i estilisme
Schloß Vogelöd va ser una adaptació d'una novel·la que el biògraf de Murnau va descriure com una història "semi-alta i semi-comercial" de Rudolf Stratz publicada a Berliner Illustrirte Zeitung.
Per Schloß Vogelöd', el director F.W. Murnau sovint va escriure al seu guió quan i on es van rodar les escenes. Segons els detalls que es donen en el guió propietat de Robert Plumpe Murnau, Schloß Vogelöd es va rodar entre el 10 de febrer i el 2 de març de 1921 amb dos dies que es van prendre només per construir els escenaris.
Eisner va assenyalar que la pel·lícula de vegades es descriu incorrectament com una pel·lícula de terror, trobant-la influenciada per pel·lícules sueques. Un crític de Sight & Sound la va descriure com "un whodunit de saló". Philp Kemp es va fer ressò d'aquesta afirmació, anomenant-la "no una història sobrenatural sinó un assassinat misteriós".

## Estrena
La pel·lícula es va estrenar a Berlín al Marmorhaus el 7 d'abril de 1921. És una de les primeres pel·lícules supervivents de Murnau conegudes. La pel·lícula s'ha estrenat en DVD i Blu-ray com The Haunted Castle.

## Recepció
A partir de les crítiques contemporànies a Alemanya, Alfred Rosenthal va revisar la pel·lícula a Deutsche Lichtspiel-Zeitung i va fer una crítica positiva de la pel·lícula afirmant que ompliria els cinemes. Una altra ressenya a Der Kinematograph va elogiar Murnau afirmant que "va aconseguir expressar l'espiritual i evitar les sensacions externes". i que el repartiment va ser "excel·lent" assenyalant específicament a Lothar Mehnert com el comte Oetsch.
A partir de ressenyes retrospectives, un crític de Sight & Sound va afirmar que "ningú no la classificarà mai això com una important de Murnau, però val la pena mirar la seva pel·lícula més antiga que s'ha conservat per trobar signes del seu llenguatge encara en evolució". assenyalant l'ús de flashbacks, elements de comèdia. El revisor també va assenyalar l'aparició d'Olga Tschechowa com a punt destacat, ja que va passar "una dècada abans que es convertís en una de les estrelles més grans del Tercer Reich". Kemp va fer una revisió tèbia i va trobar que la trama era "prou convencional, però l'ús inventiu de l'espai de Murnau ja és evident."